# Protocollo italo-belga
Il protocollo italo-belga, stipulato nel 1946 fra Italia e Belgio, era un accordo che assicurava fra le altre cose il trasferimento di lavoratori e le loro condizioni di lavoro. Un allegato che ne precisava certe modalità d'applicazione fu firmato a Roma il 27 aprile 1947.

## Storia
Alla fine della Seconda guerra mondiale, le condizioni economiche europee erano precarie. Nel Belgio mancava manovalanza interna per le antiquate e pericolose miniere di carbone della Vallonia, regione industriale a sud del paese dove esse erano concentrate, e che si preparava ad un impegno estrattivo senza precedenti. I belgi non erano più disposti a scendere in quelle miniere perché non più disposti a fare lavori così logoranti e pericolosi. Per questo cercava persone che potessero lavorarvi. In Italia, d'altro canto, mancavano i fondi e il carbone stesso. Per vincere la Bataille du charbon, lanciata dal primo ministro belga Achille van Acker, il 20 giugno 1946 si strinse un accordo con l'Italia, all'epoca governata da Alcide De Gasperi, che prevedeva l'invio di 50 000 unità lavorative in cambio di carbone, ma alla fine le reali forze inviate furono più di 63 800. La mano d'opera non doveva avere più di 35 anni e gli invii riguardavano 2 000 persone alla volta (per settimana). Questo protocollo fu messo in discussione dopo il disastro di Marcinelle.

## Protocollo del 23 giugno 1946
La conferenza che ha riunito a Roma i delegati del Governo italiano e del Governo belga per trattare dei trasferimento di 50 000 lavoratori nelle miniere belghe, è giunta alle seguenti conclusioni:
1) Il Governo italiano, nella convinzione che il buon esito dell'operazione possa stabilire rapporti sempre più cordiali con il Governo belga e dare la dimostrazione al mondo della volontà dell'Italia di contribuire alla ripresa economica dell'Europa, farà tutto il possibile per la riuscita dei piano in progetto.
Esso provvederà a che si effettui sollecitamente e nelle migliori condizioni l'avviamento dei lavoratori fino alla località da stabilirsi di comune accordo in prossimità della frontiera italo-svizzera, dove a sua cura saranno istituiti gli uffici incaricati di effettuare le operazioni definitive di arruolamento.
2) Il Governo belga mantiene integralmente i termini dell'accordo minatore-carbone" firmato precedentemente.
Esso affretterà, per quanto è possibile, l'invio in Italia delle quantità di carbone previste dall'accordo.
3) Il Governo belga curerà che le aziende carbonifere garantiscano ai lavoratori italiani convenienti alloggi in conformità delle prescrizioni dell'art. 9 del contratto tipo di lavoro; un vitto rispondente, per quanta possibile, alle loro abitudini alimentari nel quadro del razionamento belga; condizioni di lavoro, provvidenze sociali e salari sulle medesime basi di quelle stabilite per i minatori belgi.
4) Con determinazione speciale, il governo belga acconsente a che siano corrisposti gli assegni familiari alle famiglie dei minatori italiani i cui figli risiedano fuori del territorio belga.
All'atto della loro assunzione i minatori italiani presenteranno all'azienda carbonifera a cui sono addetti un certificato ufficiale attestante lo stato esatto della loro famiglia. Tale certificato sarà rinnovato ogni tre mesi.
I minatori italiani autorizzeranno le aziende carbonifere a versare al beneficiario residente in Italia l'importo degli assegni loro dovuti.
Essi forniranno, a questo riguardo, per iscritto tutte le notizie necessarie.
Ogni eventuale frode in materia di assegni familiari sarà punita in conformità alla legge belga.
5) Il Governo italiano si adopererà a che gli aspiranti all'espatrio in qualità di minatori, siano, nel migliore modo, edotti di quanto li concerne attirando, in particolar modo, la loro attenzione sul fatto che essi saranno destinati ad un lavoro di profondità nelle miniere, per quale sono necessarie un'età relativamente ancor giovane (35 al massimo) e buono stato di salute.
6) La durata del contratto è riportata a 12 mesi.
7) Allo scopo di ridurre al minimo il trasferimento di valuta dall'Italia in Belgio, è reciprocamente stabilito un conto di compensazione per tramite di una banca italiana e di una banca belga, designate ciascuna dal rispettivo Governo.
In conseguenza, tanto i versamenti effettuati dai lavoratori italiani a favore della loro famiglia, saranno fatti alla banca belga di cui sopra delle somme dovute al "Comptoir Belge des Charbons".
Sarà compito della banca italiana sia di ricevere dal proprio governo le somme dovute in pagamento dei prezzo dei carbone importato dal Belgio sia di versare alle famiglie dei minatori italiani le somme che sono loro dovute.
8) Il governo belga accetta il principio della possibilità di ricuperare mediante ritenuta sui salari dei minatori le somme anticipate a questi ultimi in Italia per le loro spese di trasferimento in Belgio, a condizione, pero, che sia riconosciuta la priorità dei debiti, eventualmente contratti dall'operaio verso la direzione delle miniere, e a condizione altresì che gli operai autorizzino esplicitamente tali ritenute.
9) In ciascuno dei cinque bacini carboniferi belgi il governo italiano delegherà una persona di fiducia, la cui retribuzione corrisponderà a quella di "un delegato all'ispezione delle miniere". Queste spese saranno a carico della "Federazione delle Associazioni Carbonifere dei Belgio".
Detta persona di fiducia avrà per compito di vigilare tanto sulla buona condotta dei suoi compatrioti al lavoro, quanta sulla tutela dei loro interessi particolari. Essa renderà conta della propria attività al governo italiano quanta a quello belga.
10) Su tutti i treni a carico completo, un interprete designato dal governo italiano accompagnerà i minatori dal luogo di partenza previsto di detti treni fino a Namur a spese della Federazione delle Associazioni Carbonifere Belghe, la quale assicurerà il ritorno di detto delegato in Italia e le spese per l'eventuale suo soggiorno in Belgio. L'interprete sarà sottoposto all'autorità del capo della missione belga che accompagna i treni.
11) II Governo italiano farà tutto il possibile per inviare in Belgio 2 000 lavoratori la settimana.
12) Il ministero italiano degli Affari Esteri, o per sua delega le questure, rilasceranno a ciascun minatore un passaporto individuale o un foglio di identificazione personale, munito della fotografia dei titolare. Questi documenti, salvo il caso di lievi condanne, non saranno rilasciati ai minatori che abbiano subito condanne iscritte al casellario giudiziario.
Il Consolato dei Belgio a Roma, ad esclusione di ogni altro Consolato belga in Italia, riceverà le liste dei minatori e, previo esame, rilascerà i visti sui passaporti collettivi per ciascun convoglio.
I passaporti e i visti avranno la validità di un anno.
I convogli saranno formati nel luogo designato di comune accordo fra le autorità italiane e belghe. Per nessun motivo detto luogo potrà essere modificato senza previo accordo dei due governi.
Nella stazione di partenza saranno apprestati locali ai fini di un'accurata visita medica di ciascun operaio, della firma dei suo contratto di lavoro e del controllo della polizia belga.
Un servizio d'ordine organizzato nella stazione avrà il compito di impedire l'accesso al treno ad ogni persona che non abbia adempiuto a tutte le formalità sopra indicate.
Nessuna autorità potrà modificare l'itinerario dei treni, ne fissare ore di partenza che non lascino il tempo sufficiente per i controlli e per la definizione dei contratti di arruolamento.
Fatto in duplice esemplare a Roma il 23 giugno 1946
PER IL BELGIO:
L'Incaricato d'Affari dei Belgio
Comte Geoffrey d'Aspremont-Lynden
Incaricato d'Affari
Ambasciata del Belgio, Roma
PER L'ITALIA:
Il Capo della Delegazione Italiana
Conte Secco Suardo
Presidente della
Delegazione Italiana, Roma

## Filmografia
- Dallo zolfo al carbone, regia di Luca Vullo (2008)
- Déjà s’envole la fleur maigre, regia e sceneggiatura di Paul Meyer (1960)
- Mineurs - Minatori & Minori, regìa di Fulvio Wetzl (2007)